# Wojciech Pęgiel
Wojciech Pęgiel (ur. 1 kwietnia 1955 w Krakowie, zm. 12 stycznia 2005) – polski polityk, historyk, poseł na Sejm I kadencji.

## Życiorys
Syn Stefana i Wandy. Ukończył w 1986 studia historyczne na Uniwersytecie Jagiellońskim. Był aktywistą krakowskiej opozycji w latach 80. i współorganizatorem Obywatelskiej Inicjatywy w Obronie Praw Człowieka Przeciw Przemocy. Wydawał pismo drugoobiegowe „6 Sierpnia”. W okresie studiów działał w Niezależnym Zrzeszeniu Studentów, potem w Konfederacji Polski Niepodległej. Z ramienia KPN zasiadał w Sejmie I kadencji z okręgu poznańskiego. Był wiceprzewodniczącym Komisji Obrony Narodowej. Przez kilka miesięcy p.o. przewodniczącego tej komisji. Pracował w handlu nieruchomościami oraz jako archiwista, kandydował na prezesa Instytutu Pamięci Narodowej.
Od 1981 brał udział w corocznym Marszu Szlakiem I Kompanii Kadrowej na trasie Kraków–Kielce, przewodniczył Kapitule Odznaki „Uczestnikowi Marszu Szlakiem Kadrówki”, należał do Komitetu Obywatelskiego Opieki nad Kopcem Józefa Piłsudskiego i Związku Piłsudczyków.
Pochowany w Kasinie Wielkiej.

## Odznaczenia
W 2022 pośmiertnie odznaczony Krzyżem Komandorskim Orderu Odrodzenia Polski oraz Krzyżem Wolności i Solidarności.